# Neosybra flavovittipennis
Neosybra flavovittipennis är en skalbaggsart som beskrevs av Stefan von Breuning 1963. Neosybra flavovittipennis ingår i släktet Neosybra och familjen långhorningar.
Artens utbredningsområde är Laos. Inga underarter finns listade i Catalogue of Life.